# 69228 Kamerunberg
69228 Kamerunberg este o planetă minoră (asteroid) din Inner Main Belt⁠(d). A fost descoperită pe 16 octombrie 1977 la Observatorul Palomar de Cornelis Johannes van Houten. 
Obiectul prezintă o orbită caracterizată de o semiaxă mare de 1,896900189118 UAi, o excentricitate de 0,07, o înclinație de 22,1 ° în raport cu ecliptica.